# رودلف هوس
رودُلف فرانتس فردیناند هُوس (به آلمانی: Rudolf Franz Ferdinand Höß)
(۲۵ نوامبر ۱۹۰۰ – ۱۶ آوریل ۱۹۴۷) افسر نظامی و جنایت‌کار جنگی اهل آلمان نازی بود که از ۴ مه ۱۹۴۰ تا نوامبر ۱۹۴۳ فرمانده اردوگاه آشویتس بوده‌است.

## زندگی
رودلف هُوس سال ۱۹۰۰ در شهر بادن-بادن آلمان در خانواده‌ای کاتولیک به دنیا آمد، اما بعدها رسماً از این مذهب ابراز انزجار کرد. او فرزند بزرگ خانواده بود و دو خواهر داشت. بر مبنای نوشته خودش، او تا زمان ورود به مدرسه ابتدایی کودکی گوشه‌گیر بود و هیچ همبازی نداشت. پدر او، که سابقاً به عنوان افسر ارتش آلمان در آفریقا خدمت کرده بود، مغازه چای و قهوه فروشی داشت. پدر فرزندش را تحت تربیت متعصبانه مذهبی و قواعد خشک نظامی بزرگ کرد، با این امید که او را در آینده به مدرسه کشیشی بفرستد. در نتیجه، از سالهای اولیه زندگی، اعتقاد به «وظیفه» مبنای فکری هُوس قرار گرفت. در آغاز دهه دوم زندگی، به علت اینکه گمان می‌برد کشیش مدرسه مفاد یکی از اعترافاتش را نزد پدر او افشا کرده، هوس از مذهب دلزده شد. اندکی بعد پدر مرد و پسر به زندگی نظامی گرایش پیدا کرد. در آغاز جنگ اول جهانی هُوس مدتی کوتاه در بیمارستان نظامی کار کرد و آنگاه، در سنّ ۱۴ سالگی، به تیپ ۲۱ ارتش آلمان، تیپی که سابقاً پدر بزرگ و پدرش در آن خدمت کرده بودند، پیوست. در پانزده سالگی، همراه با ارتش ششم عثمانی در بغداد، کوت المرا و فلسطین جنگید. او به درجه گروهبانی رسید، و پس از سه بار زخمی شدن و ابتلا به مالاریا مدال گالیپو امپراطوری عثمانی، مدال آهنی درجه ۲ و درجه ۳، و نشان‌های دیگر را دریافت کرد. بعد از تسلیم آلمان، هوس دبیرستان را تمام کرد و آنگه به گروه‌های شبه نظامی ملی‌گرا پیوسته و در عملیات چریکی علیه لهستانی‌ها و اشغال گران فرانسوی شرکت‌کرد.
هوس در سال ۱۹۲۲ رسماً از مذهب کاتولیک اعلام انزجار کرده و، بعد از شنیدن یکی از خطابه‌های هیتلر در مونیخ، به حزب نازی پیوست (شماره عضویت ۳۲۴۰). یک سال بعد، او و یارانش به خواسته مارتین بورمان—که بعدها منشی هیتلر شد—کمونیستی به نام والتر کادو را، به بهانه آنکه یکی از شبهه نظامیان عضو نازی را به فرانسوی‌ها لو داده بود، با ضربات تخماق به قتل رساندند. در سال ۱۹۲۳، بعد از آنکه یکی از قاتلین جریان قتل را در روز نامه‌ای محلی افشا کرد، هوس دستگیرشده و به عنوان سرکرده گروه محاکمه شد. او مقصر شناخته شده و به ده سال زندان محکوم شد. در سال ۱۹۲۸، هوس متعاقب یک عفو عمومی از زندان آزاد شد. او به جنبش ملی گرایانه برگشت-به-مزرعه پیوست. در ۱۷ اوت ۱۹۲۹، هوس با هدویگ هنسل (۱۹۰۸–۱۹۸۹) ازدواج کرد. آن‌ها صاحب دو پسر و سه دختر شدند، که بین سالهای ۱۹۳۰ تا ۱۹۴۳ به دنیا آمدند.

## زندگی شغلی

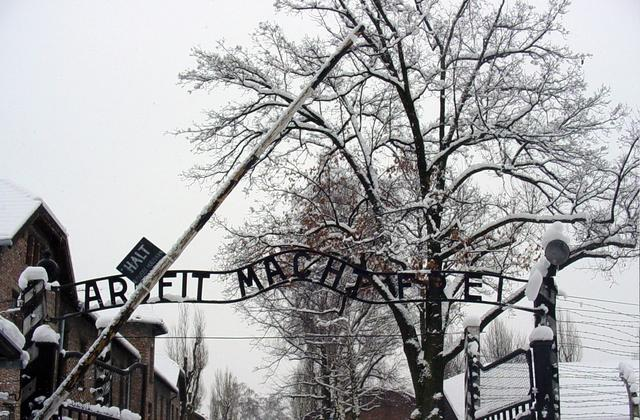
مجموعه کاری آشویتس

### پیوستن به اس‌اس
سال ۱۹۳۴ هاینریش هیملر، که چهار سال پیش از آن با هوس ملاقات کرده بود، از او برای پیوستن به اس‌اس دعوت کرد و هوس پذیرفت. پس از آن هوس مرید هاینریش هیملر شد. در همان سال نخست هوس به «یگان جوخه مرگ» منتقل شد و در ماه دسامبر به اردوگاه کار اجباری داخائو مأموریت یافت، جایی که تئودور ایک رئیسش بود. هوس به علت لیاقت در انجام وظایفش مورد تشویق قرار گرفت و بعد از چهار سال کار به مقام مدیر اموال زندانیان رسید. در سال ۱۹۳۸ هوس به درجه هاوپت‌اشتورم‌فورر ترفیع گرفت و در اردوگاه مرگ زاخسنهاوزن آجودان هرمان بارانووسکی شد.

### فرماندهیآشویتس
در ماه مه۱۹۴۰، هوس فرمانده اردوگاه آشویتس شد. اردوگاه که در اطراف یک پادگان لهستانی قدیمی ساخته شده بود، در مدت فرماندهی ۳٫۵ ساله هوس به یک مجموعه عظیم گسترش یافت. زندانیان اولیه آشویتس روستائیان و روشنفکران لهستانی، و اسرای جنگی روس بودند. در اوج کار، آشویتس سه مقر عظیم و تعدادی زیاد اردوگاه‌های اقماری را شامل می‌شد که در یک محدوده ۸۰۰۰ هکتاری، خالی شده از سکنه، بنا شده بودند. اردوگاه آشویتس۱ مرکز اداری مجموعه بود، آشویتس۲ به قتل و سوزاندن اجساد اختصاص داشت، و آشویتس۳ محل کار اجباری برای صنایع آلمان بود. بنا به اقاریر هوس، او در ژوئن ۱۹۴۱ برای ملاقات با هینریش هیملر به برلین فرا خوانده شد. هینریش هیملر به هوس گفت که هیتلر فرمان ریشه کنی جهودهای لهستانی را صادر کرده‌است. هینریش هیملر آشویتس را به‌علت سهولت دسترسی به راه‌آهن و قابلیت استتار برای این هدف انتخاب کرده بود. هینریش هیملر گفت که قرار شده هوس تمام دستورهای اجرایی را از آدولف آیشمن دریافت کند. هینریش هیملر، به‌علاوه، پروژه را «یکی از اسرار نظام» توصیف کرد، به این معنی که هوس تا حد جان خود باید آن را از همه، از جمله زنش، مخفی نگاه‌می‌داشت.

بعد از بازدید اردوگاه تربلینکا (Treblinka) و مطالعه روش‌های کشتار آدمها در آنجا، هوس در تاریخ ۳ سپتامبر ۱۹۴۱ شروع به مطالعه و بهبود روش‌های کشتار وسیع کرد تا بتواند آشویتس را به عنوان موثرترین ابزار «راه حل نهایی» درآورد. بر مبنای گفته‌های هوس، در شرایط کارکرد استاندارد، روزانه ۲ تا ۳ قطار حامل ۲۰۰۰ زندانی وارد آنجا می‌شد. زندانیان در اردوگاه بیرکناو تخلیه می‌شدند، آنهایی که قادر به کار بودند به پادگان بیرکناو برده می‌شدند، و بقیه مستقیماً به اتاق گاز. در آغاز کار تانکرهای کوچک گاز در داخل جنگل، دور از انظار، بودند. بعدها چهار اتاق گاز و یک اتاق جسد سوزی در بیرکناو احداث شد تا بازده و نرخ کشتار را افزایش دهند. اتاق‌های گاز در تربلینکا، در آن واحد، قادر به کشتن ۲۰۰۰ انسان بودند. یکی از ابداعات هوس آن بود که قربانیان را گول‌می‌زدند که فکر کنند فقط برای استحمام وارد اتاق گاز می‌شوند. بر مبنای اعترافات آیشمن، هوس در اوایل کار از فیلترهای پنبه‌ای آغشته به اسید سولفوریک برای کشتن استفاده می‌کرد. بعدها، اما، او گاز سیانور تولید شده از حشره کش زیکلون ب (Zyklon B) را به کار گرفت، که قربانیان را در ۳ تا ۱۵ دقیقه می‌کشت. هوس گفته‌است که هینریش هیملر در سال ۱۹۴۲ اردوگاه را بازدید کرده و عملیات کشتار را از آغاز تا پایان تماشا کرد. هوس اضافه کرده‌است که اهالی محل از طریق بوی چندش‌آور ناشی از کوره‌های آدم سوزی در جریان کشتار قرار گرفته‌بودند.

رودلف هوس (راست) در کنار هاینریش هیملر (چپ)

### بعد از آشویتس
در ۱۰ نوامبر ۱۹۴۳، هوس مقام خود را با آرتور لیبهنشل (Arthur Liebehenschel) تعویض کرده به سمت مدیر کل (Amtsgruppe D)، و قائم مقام بازرسی اردوگاه‌ها رسید. در ۸ می ۱۹۴۴ به آشویتس برگشت تا عملیات معروف به "Aktion Höss" را اجرا کند، که در نتیجه آن در یک مدت ۵۶ روزه ۴۳۰۰۰۰ جهود مجاری کشته شدند. بخشی از جنایات این عملیت در کتابی توسط میکلوش نیسزلی (Miklós Nyiszli) توصیف شده‌است.

## اقرار نامه
در نخستین دادگاهی که در شهر نورنبرگ آلمان برای محاکمه نازی‌ها تشکیل شد، هوس در اقرار نامه خود می‌نویسد:

من تا اول ماه دسامبر ۱۹۴۳ فرمانده اردوگاه آشویتس بودم - اردوگاهی که قریب به ۲٬۵ میلیون نفر در آن از طریق گازهای سمی و کوره‌های آدم سوزی اعدام شدند - ۵۰۰ هزار نفر دیگر هم از گرسنگی و بیماری مردند که کّل تعداد کشته شدگان آن اردوگاه را به ۳٬۰۰۰٬۰۰۰ نفر می‌رساند. این رقم تنها ۷۰ تا ۸۰٪ افرادی بود که به آشویتس فرستاده شدند. مابقی را در قالب برده‌ها و نیروی کار رایگان، در صنایع اردوگاه بکار گرفتیم. در میان اعدام شدگان، ۲۰ هزار اسیر جنگی شوروی هم بودند که پس از بازجویی‌های گشتاپو، توسط کامیون‌های ارتش آلمان نازی به من تحویل داده شدند. سایر قربانیان، شامل ۱۰۰ هزار یهودی دیگر بودند که از آلمان، هلند، فرانسه بلژیک، لهستان، مجارستان، چکسلواکی، یونان و دیگر کشورها به قتل رسیدند. تنها در تابستان ۱۹۴۴، ما ۴۰۰ هزار یهودی مجار را در آشویتس اعدام کردیم…

## مرگ

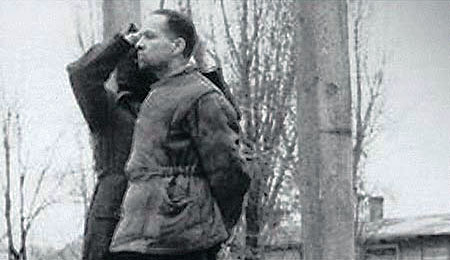
رودلف هس در پای چوبه دار

در آخرین روزهای جنگ، هیملر به هوس توصیه کرد که با تعویض یونیفورم خود را به عنوان عضو نیروی دریایی جا بزند. او توانست حدود یک سال با نام مستعار به زندگی مخفیانه ادامه دهد. هنگامی که نیروهای انگلیسی او را دستگیر کردند، هوس خود را کشاورزی به نام فرانز لانگ معرفی کرد. در واقع، همسرش از ترس آنکه پسرش به شوروی فرستاده شده و شکنجه شود، جای هوس را لو داده بود. در ۱۵ آوریل ۱۹۴۶، هوس در مقابل دادگاه بین‌المللی نظامی در نورنبرگ حاضر شده جزئیات جنایات خود را توضیح داد. در تاریخ ۲۵ می ۱۹۴۶ او به دادگاه عالی لهستان تحویل داده شد. در طی محاکمه، هنگامی که او را به قتل ۳٫۵ میلیون نفر متهم کردند، هوس واکنش نشان داد، «نه. تنها ۲٫۵ میلیون نفر؛ بقیه از بیماری و گرسنگی مردند.»
در ۲ آوریل ۱۹۴۷، هوس به اعدام محکوم شد. حکم او در ۱۶ آوریل، در مجاورت کوره آدم سوزی اردوگاه سابق آشویتس اجرا شد.
در مدتی که هوس در انتظار اجرای حکم اعدام بود، خاطرات خود را نوشت. این نوشته‌ها در سال ۱۹۵۸ با عنوان «دلال مرگ» چاپ شد.

رودلف هوس در دادگاه نورنبرگ

## جستارهای وابسته

رودلف هوس در محاصره سربازان آمریکایی پس از دستگیری

رودلف هوس (راست-جلو) در کنار همقطاران خود

رودلف هوس در لباس زندانی